# Roselle (Toskana)
Roselle, lateinisch Rusellae, etruskisch Rusel, ist eine antike Stadt am Ombrone in der Toskana, etwa 8 km nordöstlich von Grosseto. Der unterhalb des Hügels gelegene Ort Bagno di Roselle ist heute ein Ortsteil (Fraktion, italienisch frazione) von Grosseto.

## Geschichte
Rusel, eine etruskische Stadtgründung und Mitglied im Zwölfstädtebund, lag auf einem Hügel mit zwei Gipfeln, der höhere davon 194 m über dem Meeresspiegel. 294 v. Chr. wurde die Stadt von den Römern erstürmt. 205 v. Chr. lieferte die nun römische Stadt Rusellae Getreide und Bauholz für Scipios Flotte. Unter Augustus wurde Rusellae römische Colonia. Später geriet der Ort in Verfall, war jedoch bis in das 12. Jahrhundert Bischofssitz. 1138 wurde der Ort aufgegeben.

## Geschichte der Ausgrabung
1957 bis 1958 begannen die Ausgrabungen des Deutschen Archäologischen Institutes (DAI) in Rom durch Rudolf Naumann mit der ersten Geländeaufnahme, auf der die weiteren Forschungen bis heute aufbauten.

## Archäologischer Park
Im Archäologischen Park von Roselle sind unter anderem Reste folgender Bauwerke zu besichtigen: Römerstraße, Stadtmauer (Zyklopenmauerwerk), römisches Amphitheater, Forum, Tempel, Basilika, etruskische und römische Häuser, Thermen und eine Zisterne.